# 核四公投運動

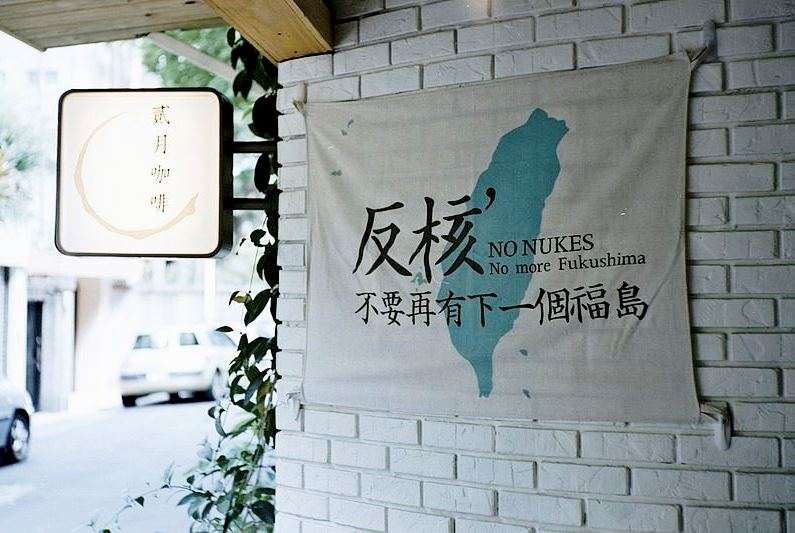
東日本大震災後臺灣反核四運動的代表性橫幅：不要再有下一個福島

核四公投是臺灣政治議題與社會運動，意在決定龍門核能發電廠（通稱核四）是否運轉。2013年2月25日由行政院院長江宜樺一度宣布由公民投票決定，但直至卸任後仍未舉辦。在公民投票法於2003年12月31日正式施行前，即有民間團體與政治人物多次提出以「公投」為名的反核聯署活動。2004年－2008年間總計舉辦過三次，共六個與核能無關之全國性公投案，全數因為投票人數未達可投票人數50%下限而遭否決。

## 源起
1991年，民進黨律師林義雄與退休公務員張國龍等發起創立「核四公投促進會」，並已發動數波徒步行走全臺的「核四公投千里苦行」行動。
1994年5月22日，在臺北縣縣長尤清支持下，貢寮鄉舉行「公民投票」，投票率58.3%，反對核四者高達96%。
1994年11月27日，臺北縣進行全縣核四公民投票，同一天並進行針對北縣4名擁核立委（其中包含韓國瑜、洪秀柱）的罷免案。
1996年3月23日，時任台北市長陳水扁於台北市舉行核四公投。民進黨於2011年4月22日宣稱，當時投票率為58％，其中反核佔53％、擁核佔46％；然中廣新聞網於2003年6月27日報導，與該次公投同時舉行的總統選舉，台北市的投票率達八成，核四公投投票率只有五成，且其中有七成民眾支持興建核四；報導並宣稱，陳水扁為該次公投動用第二預備金新台幣1600萬元，直到2002年因為《決算法》修正始能核銷。
2000年5月6日，出身臺北縣的原中國國民黨立委趙永清因反對核四並支持核四公投而於2000年被撤銷黨籍，後於2002年加入民主進步黨。

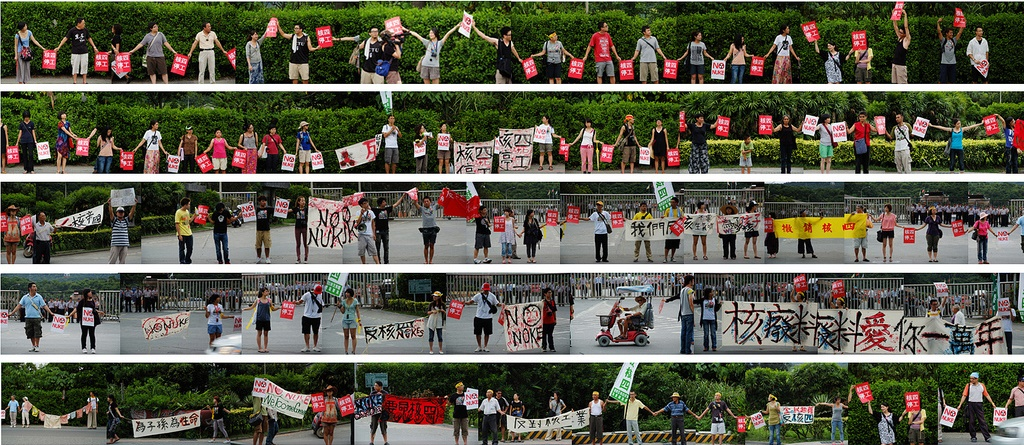
2010年反核四人鏈

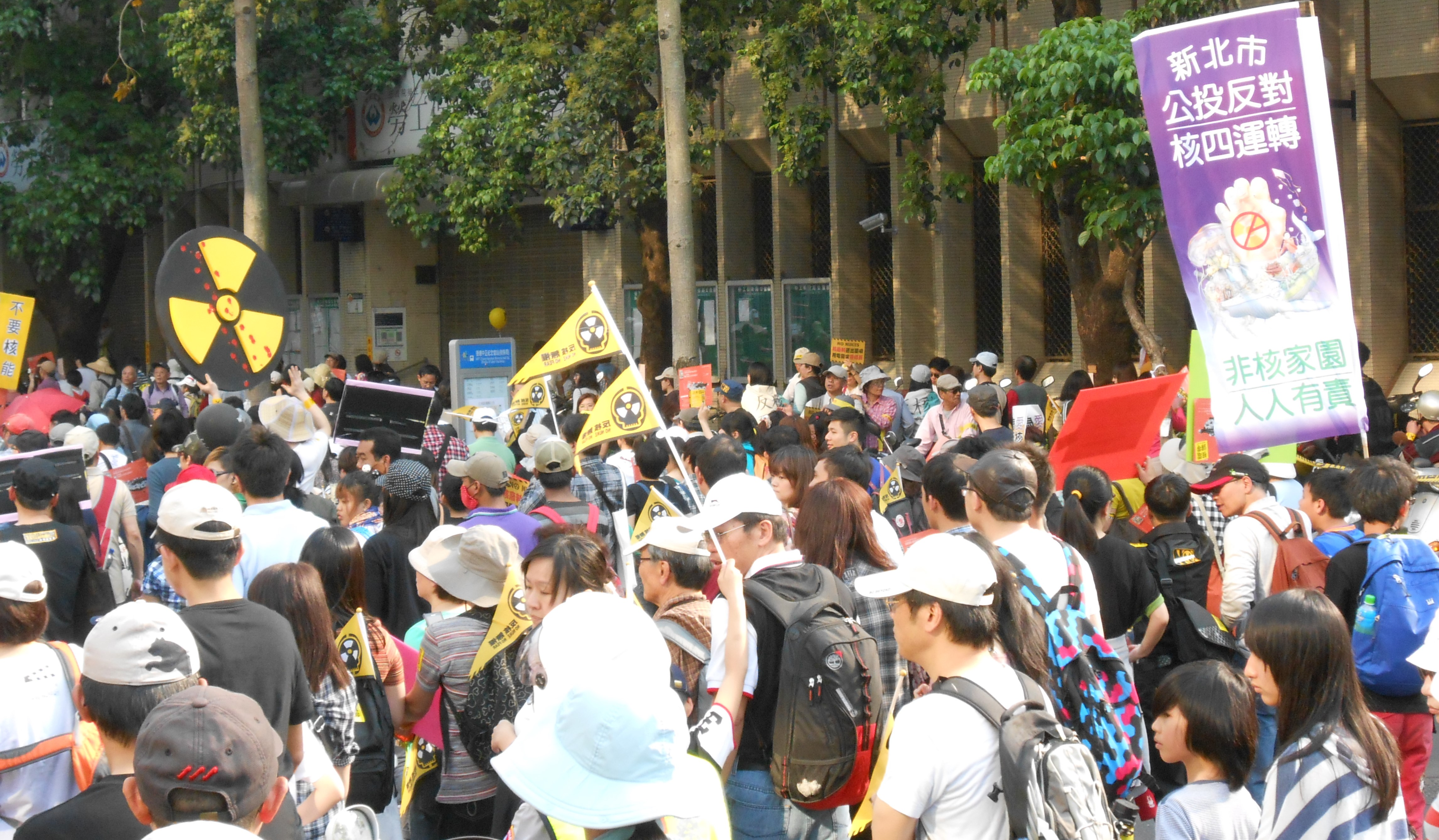
2013年反核四遊行

2000年10月27日扁連會後不到一小時，行政院就宣布核四停建，彷彿當眾打了連戰一耳光。
2001年2月13日，行政院與立法院達成協議，推動建立「非核家園」為終極目標。
2001年2月14日，行政院正式宣佈第四核能發電廠工程復工。
2002年立法院通過《環境基本法》，明確揭櫫「非核家園」的目標與政策。行政院並於同年九月設置「非核家園推動委員會」。
2002年9月21日，林義雄率領核四公投促進會於台北市艋舺龍山寺出發，環島呼籲核四公投及公民投票立法運動。
2003年3月17日，林義雄等核四公投促進會成員在行政院發動靜坐守夜、要求陳水扁政府在2004年總統大選前舉辦核四公投。
2003年五月完成「非核家園推動法」草案。六月底舉辦全國非核家園會議，會議針對非核家園的理念、價值、推動機制、公民參與、教育宣導及非核家園推動法草案等議題，廣邀各界進行討論，目的在進一步凝聚全民信念。
2004年1月2日起，公民投票法正式實施，公民投票在台灣首度擁有法律依據。
2013年3月9日至10日，綠色公民行動聯盟等150個民間團體共同發起309廢核大遊行，主辦單位表示參與總人數約22萬人，活動口號為「終結核四，核電歸零」。

## 國際事件影響輿論走向
- （核災事故）前蘇聯烏克蘭車諾比核電廠事故（第七級）

- （核災事故）美國三哩島核洩漏事故（第五級）

車諾比事件10年後（1996）週遭輻射污染劑量的不連續不規則分佈

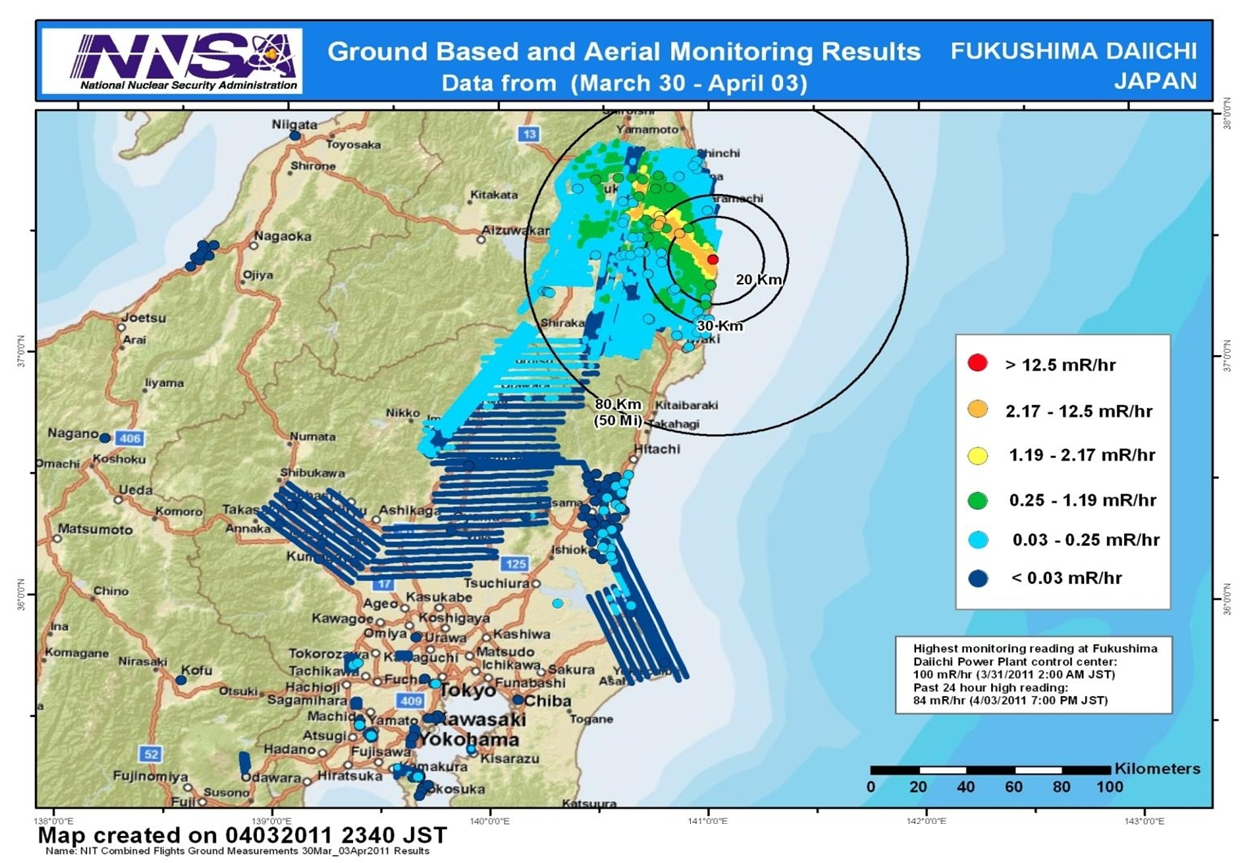
福島第一核電廠周圍輻射汙染區域（3月30日-4月3日）

- （核災事故）2011年日本震災導致福島核災（第七級）福島第一核電廠周圍輻射汙染區域（3月30日-4月3日）——2011年日本東北地方太平洋近海地震所引發的東日本大震災導致福島第一核電站事故[14]
- 瑞士宣布將在2034年關閉所有核電（已公投決議不設期限）[15]
- 德國宣布關閉7座1980年以前建造的核電廠、2022年底前將所餘9座反應爐全部除役[16]；並且向鄰國（法國，核電佔其發電量逾七成）購買大量電力、以負電價輸出無法利用之電力，以支持其國內不穩定之發電窘境。[17]
- 義大利公民投票以94%的壓倒性票數封殺重啟核能發電的提案[18]
- 日本於2014年4月11日敲定的「能源基本計畫」中撤回前政權的「零核政策」。

### 日本前首相菅直人證言
福島核災時擔任日本首相的菅直人於2013年9月受邀訪臺進行核安研討、交流，參觀台電核一廠、翡翠水庫，了解核災事故的應變措施，並參加反核四五六晚會等活動，分享面臨複合性災害的心路歷程，受到近千名民眾鼓掌歡迎。他說在臺北市與新北市境內的人口佔台灣總人口1/3，若核電廠事故未獲有效的控制，影響範圍可達250公里。尤其核四廠距離台北市僅22公里，距翡翠水庫更僅9公里，還有核一廠與核二廠，核災後果難以想像。「台北距離核一、二、四廠不到三十公里，這是台灣核電廠的致命性問題。一旦發生核災，居民如何疏散？如何安置？」
他表示「要核電，就要處理核廢料，電力公司不會把核廢處理列入發電成本，那是全體國民的成本，一旦發生核災，成本更高；對人民來說，核電絕對是貴的。」「說核電是乾淨能源是錯的！因為核能廢棄物長期放出輻射；核電廠更不可能安全，除了要想辦法隔離輻射，也面臨著天災與恐怖攻擊等威脅。」在事故未發生前他一直深信核電是安全的，經過福島核災事件後，他認為全世界沒有一座核電廠是絕對安全的。
他說：「面對危險核電廠，最好的對策就是：廢核！臺灣人只要下定廢核決心，就一定會知道下一步該怎麼做。一旦決定廢核，政府自然會拿出對策；短期可用天然氣或石化燃料替代，再積極發展再生能源，既不缺電，成本也會下降。誰說廢核就要調漲電價？」福島核災後，日本五十四座核子反應爐全部停止運作。他建議台灣應該參考國土同樣小而美的丹麥，「丹麥不要核能，不代表他們就不要發展經濟」，丹麥VESTA風力發電公司世界頂尖，也積極發展太陽能發電。他建議臺灣應強化太陽能、風力發電等，相信再生能源的發電可以取代核電，也談到他擔任首相期間致力推動「固定價格購買再生能源法案」使日本的太陽能、風力發電及生質能源都大幅增長。

### 福島核災當事人經驗
宜蘭縣政府在2013年6月組織考察團赴日本福島考察核災現況，返臺後報告考察結果。其中核災災區的雙葉町前町長井戶川克隆、浪江町副町長檜野照行、南相馬市市長櫻井勝延陳述了實際核災經驗及對臺灣的建議：
雙葉町前町長井戶川克隆
井戶川表示其住家位於第一核電廠3.2公里範圍內，當地居民之所以同意設置核電廠，主要是政府及東京電力公司都強調核電廠安全，而且地方建設又可以獲得經費補助。可是核災發生後，對於核輻射導致町民失去家園、時間、金錢，損失卻無法估計。當被問到有生之年是否能返回家鄉居住與工作，他回答，雙葉町具有源遠流長的悠久歷史，有一天他一定會回到家鄉，只是不知道哪一天。他曾請教德國核電專家何時才能回家居住，得到的回答卻是500年以後。井戶川奉勸臺灣不要重蹈福島覆轍，留一個乾淨的環境給後代子孫。
浪江町副町長檜野照行
檜野表示，事件過了兩年，浪江町全數21,000多位町民無法回家，仍散布在全國各地避難中，由於町長正巡迴全日本尋訪町民，這天由他代表出席。參訪浪江町時，檜野表示，若只是海嘯，他們仍可進入災區救人及恢復家園；可是因為還有核災，不但無法進入救人，一個月後才能進去尋找親人已腐爛的遺體，現在連家都回不去。
南相馬市市長櫻井勝延
櫻井認為，一般的天災，大家團結一致，就可以渡過；可是核災，卻要離開家園，切斷原有親友人際關係，就算團結也未必能渡過。他認為，經歷過核災，卻仍持續推動核電，還要輸出，這種背叛下一代的行為實在不可思議。除了核災，海嘯也造成南相馬市農地嚴重流失。因此，他們也結合太陽能及農業，進行新的產業發展，南相馬太陽能農學公園就是其中模範。
此外，考察團實際進入浪江町管制區實地了解災區情況，當時部分地區允許災民於管制時間內短暫進入拿取物品，部分地區則連災民也禁止進入，一片死城狀態。最讓團員震撼的景象不是海嘯過後被破壞的海堤及被夷平的房屋，而是了無人煙的城鎮，甚至連貓狗都看不到(因為都被海嘯沖走了）。

## 正反意見整理

### 反對續建龍門發電廠

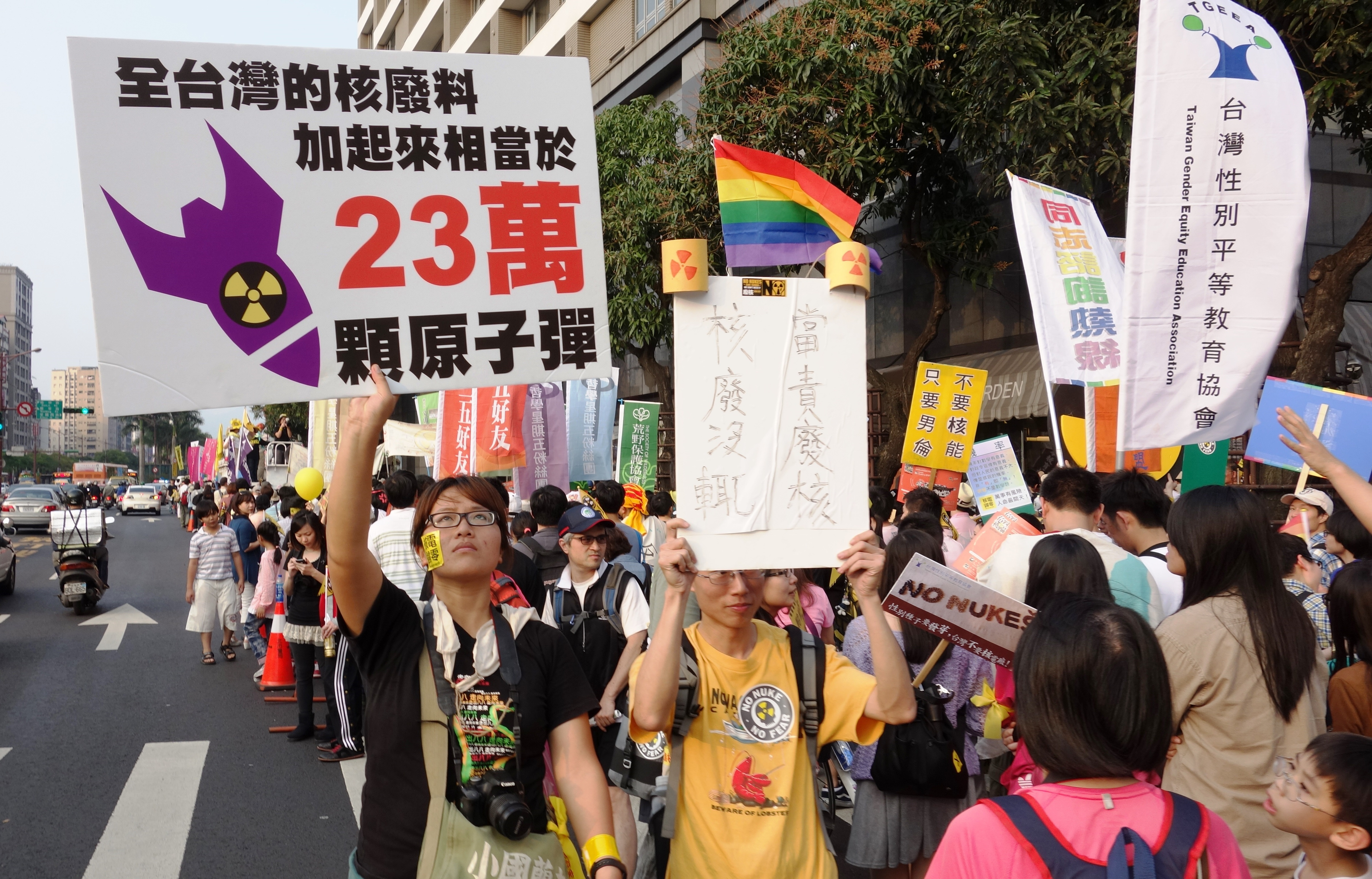
2013年臺灣309反核四大遊行之核廢料太危險

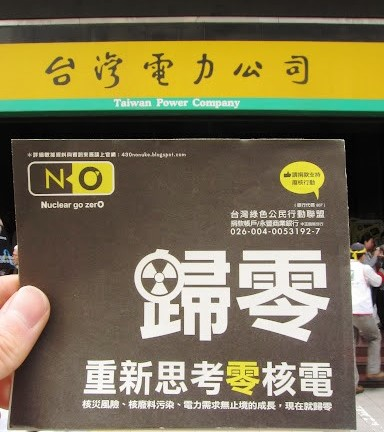
2013年309反核四之核電歸零

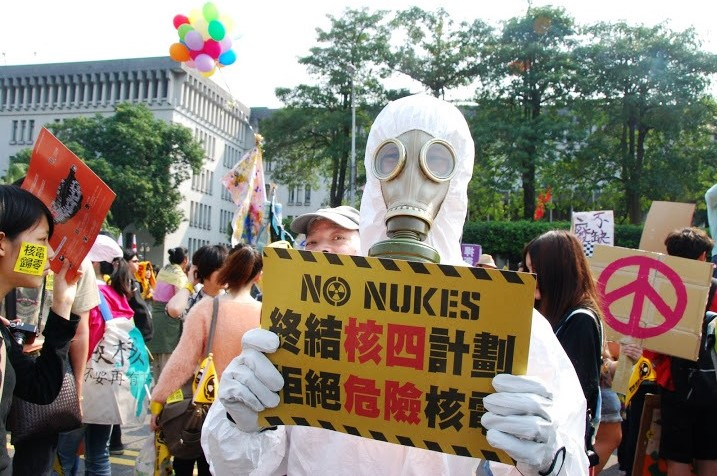
2013年309終結核四遊行

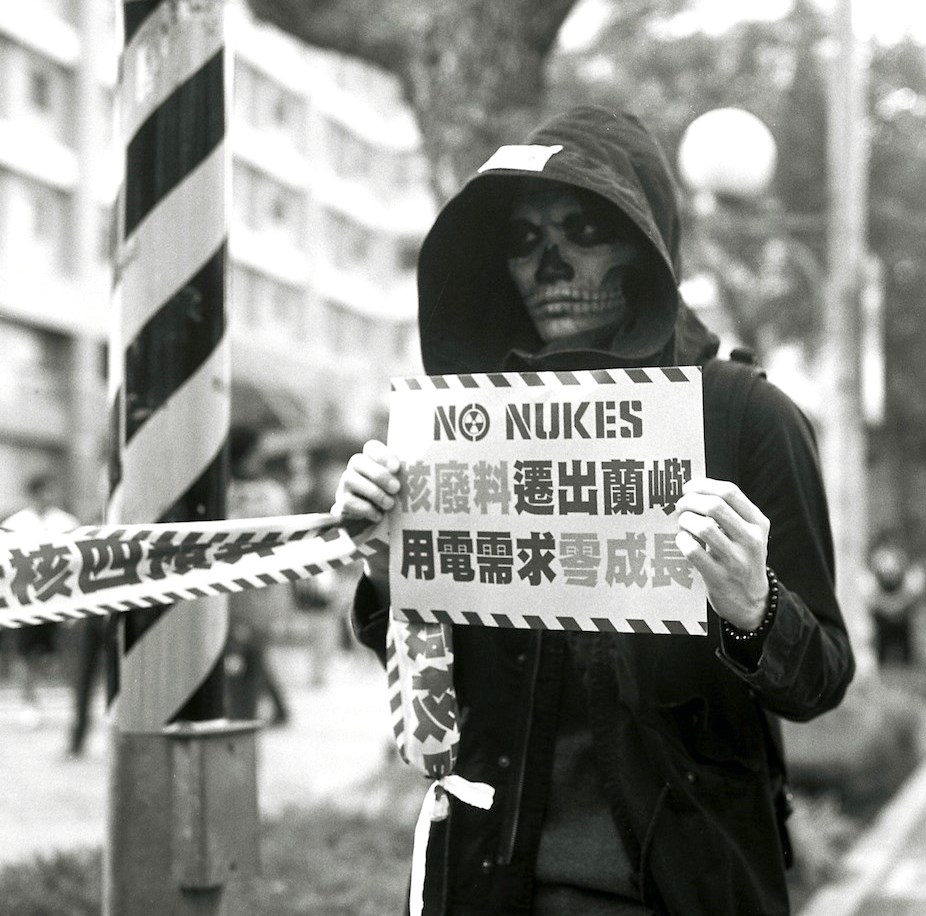
2013年3月反核四活動

1. 2000年，新黨出版「反核四白皮書」[23]。
2. 2011年，民主進步黨、綠黨、環保團體、學術界人士等都強調台灣在斷層及火山帶建核電廠之不當，而「輻射恆久遠、落塵永流傳」，再度呼籲用性命換電力不值得，政府與人民應立即重新檢討核電安全與能源政策，調高電價，並加強發展替代性的可再生能源，提升能源效率，停止於1970年代興建的核一、核二、核三廠，以紓解四座核電廠對台灣南北人口密集區之重大風險[24][25][26][27][28][29][30]。
3. 2012年，第十三任總統副總統選舉與第八屆立委選舉政策辯論的焦點之一。
4. 2012年，民進黨前主席蔡英文，「2025年非核家園計畫」[31][32]。
5. 2012年，行政院原子能委員會，近年來也對台灣電力公司表現不滿，指出核一廠在耐震設計基準值提升後，應擁有相同的安全餘裕。[33]。
6. 2012年，民進黨立法委員林佳龍[34]。
7. 2012年，臺灣團結聯盟立委林世嘉等即表示：日本在311震災後採20公里的疏散範圍，並基於分散風險的概念，移轉部分國家機構建設大阪府為日本之「副首都（日语：副首都構想）」；美國甚至訂出80公里的汙染控制區。臺灣核電廠密度是全世界最高、更是唯一把核電廠蓋在首都圈內的國家，以核一廠和核二廠為中心，5公里的翡翠水庫若受損整個大台北都遭殃，20公里包括基隆市和部份的新北市，50公里的人口有735萬之多，包括臺北市、新北市和宜蘭縣，龐大的國家機構全部聚集在飽受核能災害威脅的大台北，而南臺灣高雄市、屏東縣又壟罩在核三廠的災害陰影中。為使中央政府在核災時仍能維持正常運作，應將中央政府遷離核電廠50公里外或公投決定遷都臺中市，逐步進行首都減壓，並開始研議、規畫推動「備都」建設[35] [36]。
8. 2015年，美國核能管理委員會前委員長葛瑞 亞滋寇認為，以台灣位在環太平洋地震帶及人口密度的地理條件來看，核電廠最好還是除役，如果問核安專家「台灣是否適合蓋核電廠」，是不會有人答應的。[37]

1. 作家：劉黎兒、駱以軍[38]、蔡康永[39]、吳淡如[40]、小野、嚴長壽、姚任祥、侯文詠[41]
2. 學界：彭明輝
3. 新聞界：台視副總經理劉麗惠、momo親子台總經理陳景怡[41]，媽媽監督核電廠聯盟促使方念華出來站台支持。
4. 地方政府：媽媽監督核電廠聯盟促使臺中市政府文化局局長葉樹珊出來站台支持。
5. 民間團體：綠色公民行動聯盟秘書長崔愫欣
6. 民間團體：富邦文教基金會執行董事陳藹玲[42]
7. 地方媽媽監督核電廠聯盟：
  1. 國際組織依據是否地處斷層地帶，選出全球14座S級危險核電廠，台灣4座核電廠全部上榜。[來源請求]
  2. 另依人口密度，將台灣核一廠選為全球最為危險核電廠第3名，核二廠第2名。[來源請求]
  3. 全世界43個有核電廠的國家，也只有台灣將3座核電廠蓋在首都附近（錯誤資訊）。

馬英九總統曾在2011年11月對核四提出宣示：在確認安全無虞的情況下，支持核四繼續興建運轉。然歷歷在目的事實已經說明，核四廠安全堪虞（無根據）。這不只是核四廠的問題，更是全台灣永續與否的重大問題。
要求：
  1. 台電公開所有真實狀況與數據，成立與公民之對話平台。
  2. 凡有危險疑慮之核電廠皆不應運作，核四廠立刻停止興建。
  3. 檢討並研擬新的能源政策。[43]
8. 民間團體：臺灣環境資訊中心，[44]
9. 民間團體：公民1985行動聯盟發起人公民覺醒最後演說 （页面存档备份，存于）中表示「核四的鳥籠公投，馬英九有照程序走嗎？大家知道嗎，現在就在我們旁邊的立法院，還有一群（反核四）朋友在那邊努力撐住，等一下散場如果你有經過，請一定要給他們加油好不好？」[45][46][47]
10. 雜誌：《天下雜誌》亦於2013年3月以〈核電廠蓋在首都圈　台灣是世界唯一〉為題提醒「人口稠密的北臺灣，一旦核災發生，將有超過800萬人需疏散或撤離；若南臺灣發生核災，也將牽動300萬人的身家性命。這是臺灣人願意承受的代價嗎？」[48][49]
11. 電影圈：導演柯一正、戴立忍、陳玉勳、楊雅喆、陳文彬、陳俊志、葉天倫，演員張孝全、張書豪[50]
12. 演藝圈：陳昇[51]、陶晶瑩[52]、五月天[53]、桂綸鎂[54]、吳朋奉、林志玲[55]、郭采潔[56]、賈永婕、小S、信[41]

### 支持龍門發電廠續建與運轉
1. 2013年3月15日，前美國在臺協會台北辦事處處長司徒文在「海內外台灣國是會議」發表演說，認為比起繼續運轉核電，尋找替代能源更困難。[57]
2. 2013年8月16日，行政院院長江宜樺曾說，有人認為應直接宣布停建核能四廠，這不負責任；若公民投票決定停建，要面對可能限電及調高電價。（自由時報）
3. 2013年9月26日，總統馬英九曾到雲林科技大學與學子舉辦座談會，並表示，若核四未商轉，核一目前無法除役。
4. 台電經營「核不核有關係」網站，宣傳台灣核電具有足以信賴的安全性。摘錄網站上影片核不核有關係 （页面存档备份，存于）內容如下：
  1. 如果台灣沒有核四廠，要有43,756座大安森林公園吸收燃煤發電的排碳量，或者19,000座吸收天然氣發電排碳量[註 2]，或者160平方公里舖滿太陽能板[註 3]，或者3,496座風力發電機組繞滿台灣一圈。綜上，若以強調經濟（註：此處「經濟」為「土地面積效益」，非一般理解之意義[註 4]）與重視環保[註 5]為前提，核能是最好的選擇。
  2. 就安全性言，核一、核二、核三在2013年3月被經濟合作暨發展組織核能署（OECD/NEA）專家評定為Good Practice，由此證明此三座電廠營運經驗受國際肯定。核四廠確定方圓35公里內沒有活斷層，遠遠超過美國核電廠8公里的標準。核四廠能承受震度7級的地震與14.5公尺高海嘯。1,600位工程師在現場進行試運轉測試及問題的解決。台電45名工程師與奇異公司12名顧問組成強化安全檢測小組。台灣核電廠比福島多出7重防護措施。75分鐘內可以執行斷然處置措施。綜上歸納核四廠具有直得信賴的安全性。
  3. 有31個國家，也就是有62%的人口在使用核電，超過430個核電機組運轉中。
  4. 非核家園是我們共同目標，但是核電廠除役前核安與環保更重要[註 6]。避免地球持續發燒，讓我們一同支持安全的核能。

### 僅支持龍門發電廠續建
1. 2006年，時任行政院副院長的蔡英文在民進黨中常會表示，核四廠一定要蓋完，因為不蓋完會有安全問題，且要賠錢，「至於蓋完要不要運作，到時候可以再討論。」[58]

### 中立意見
- 2011年3月，前總統李登輝說，他關心臺灣是否有足夠的替代能源，但也認為應該發動核四公投，讓人民做最後決定。[59]
- 2013年2月25日，綠色公民行動聯盟與地球公民基金會聲明稿批評，2000年陳水扁宣布停建核四，核四成為藍綠對立的象徵，民眾無法理性討論核能議題；如今民進黨與國民黨先後喊核四公投，使核四議題再度淪為政治工具[60]。
- 2013年4月21日，新黨主席郁慕明發文指出：國民黨屢次說「沒有核安就沒有核四」，卻又要公投決定核四未來；民進黨多年高呼核四公投，現在卻宣稱民意多為廢核、「毋須公投直接停建」；這兩大黨都上演「時空錯亂」戲碼，新黨始終堅持「重核安、反公投」原則。他說，如果馬政府對核四安全有信心，就應該明確捍衛政策，而非將責任丟給公投；如果馬政府對核四安全沒信心，就應該直接停建，毋須再辦公投；民進黨過去拿公投來鬥爭國民黨，今天卻站在「反公投」立場鬥爭國民黨，顯示民進黨討論核安是假，政治鬥爭、罔顧國家發展才是事實[61]。
- 2014年1月7日，台大醫院醫師柯文哲說，過去20年的台灣政治總把問題簡單化，遇到困難議題就「兩極對幹」，然後就結束了；他說，以核四為例，核四現在已經變成「支持核四就是國民黨，反對核四就是民進黨」，「但你要反對，總要有善後的替代方案啊！」[62]
- 2014年4月17日，台灣環境保護聯盟等多個反核團體到立法院大門聲援林義雄的禁食行動，同時呼籲馬英九政府正視人民的訴求，讓核四公投與年底七合一選舉一起舉辦。共同出席的柯文哲表示，就是有投機政客，才讓核四問題無法解決。柯文哲更點名國民黨立委丁守中對於核四案態度反覆，呼籲所有政治人物都該對核四問題表態。丁守中回應，他曾經支持核四，但是經歷福島事件與參觀德國綠能成果以後轉而反核，國民黨立委投票紀錄也可以檢視他反核立場始終如一[63]。

## 替代能源問題
2013年3月15日，面對台灣內部反核力量高漲，前美國在台協會（AIT）台北辦事處處長司徒文表示，對核能說「不」很容易，但是要如何找到替代能源更困難，台灣正面臨非常棘手的決定。
2013年8月19日，台灣旅日作家劉黎兒對「替代能源困難說」持不同看法：「台灣綠能發展在福島核災後，還是零成長，是全球最後一名。全世界都在發展綠能，英國彭博社估計，到2030年，全世界35%是綠電。其實全世界都認為台灣廢核條件最好，因為有地熱、潮汐，連日照時間都比德國長。」此外，劉黎兒還引用中華民國經濟部公佈的數據反駁在台灣被廣泛宣傳的「廢核就要替代能源說」：「根據經濟部資料，台灣核電佔發電設備、發電能力10.2%，等於國民對核電依賴率只佔1成；而核電佔總發電量16.8%，是台電對核電的依賴率。像那天台灣最高溫39.2度，仍剩2成發電設備。即使馬上廢核，也不缺電，不需要調整產業結構。」劉黎兒表示，即使在用電尖峰時間，台灣目前的發電設備扣去核電，可能仍綽綽有餘。

## 政府回應公投之提議
2013年3月1日，行政院長江宜樺宣布願意正面接受核四停建公投檢驗，公投結果若決定停建，代表行政院的政策未獲得民眾信任與支持，他願為政策負責「辭職下台」。由於公投議案若因投票人數低於50%而未通過門檻，公投案就遭到否決，所以公投題目的制定有其影響，主張續建的國民黨命題是「是否同意停建核四」，主張停建的民進黨所提命題是「是否同意續建核四」，如此一來，只要投票人數低於50%，就會如國民黨和民進黨各自有利的「續建」和「停建」方向走。
2013年2月28日，林義雄表示，2003年制定的《公民投票法》以非常不合理的嚴苛規定，讓公投「很難舉行，舉行了也通不過、也不可能通過」；《公民投票法》立法10年來，除了總統、國民黨與民進黨，沒有一個民間團體有能力提公投案，總統、國民黨與民進黨提的公投案也沒通過；《公民投票法》已成政治人物玩政治遊戲、耍弄人民的工具，行政院若硬要根據該法辦公投，「那是耍弄人民的惡作劇，沒有任何意義」。

## 後續
2014年4月15日，林義雄宣布將以無限期絕食的方式呼籲政府停止核四；自22日起，林義雄開始在臺灣基督長老教會義光教會展開無限期絕食。
2014年4月24日，行政院長江宜樺為了化解民眾疑慮，宣佈核四封存，在安檢完成後，不放置燃料棒、不運轉，日後啟用核四，必須經公投決定。經過後續的封存作業，核四廠於2015年7月1日開始進入為期3年的封存狀態。
2017年12月12日，立法院通過修正《公投法》部分條文，大幅降低公投限制，提案門檻從總統副總統選舉人總數5/1000，調降到1/10000；連署門檻則從5％降到1.5％；通過門檻則從選舉人總數1/2（50%）降為1/4（25%），且有效同意票超過不同意票。
2018年3月2日，由國立清華大學原子科學院院長李敏、核能流言終結者創辦人兼執行長黃士修、中華民國醫學物理學會理事廖彥朋共同發起，並由黃士修領銜提案提出全國性公投案「您是否同意：為避免非核家園政策所導致之空氣污染與生態浩劫，應廢除電業法第95條第一項；以終止非核家園政策，重啟核電機組，進而保障人民享有不缺電、不限電、不斷電與低廉電價的自由？」，即為「廢除電業法第95條第1項」案。
2018年11月24日，與九合一大選一同合併舉行之「廢除電業法95條第1項」公投案，共有1083万2735人投票，同意得票589万5560票，占54.42%；不同意得票401万4215票，占37.05%，同意票並多於不同意票，公投通过，是中華民國第一次公民直接行使複決權，依公投法規定，自中選會公告結果3天後該法條會自動失效，即2018年11月30日公告結果後，自2018年12月2日起，2025非核家園條文自動失效。不過公投通過不代表核一、二、三廠延役，或啟用核四。
2019年12月13日，核四商轉公投經黃士修領銜並連署達門檻後，經戶政查對及中選會審議後成為第17案全國性公民投票。
2021年3月3日，醫師沈政男說，1988年他開始參與反核運動，當時李登輝政府說「不蓋核四會缺電」；到了2021年，對於珍愛藻礁公投，蔡英文政府說「護藻礁會缺電」；當年民進黨主張核四公投，現在卻說珍愛藻礁公投是搗亂。

## 內文註釋
1. ↑  根據《全國法規資料庫》，2002年《決算法》並未進行修正。見全國法規資料庫上的決算法沿革
2. ↑  根據行政院農業委員會資料，由衛星攝影估計台灣綠覆蓋率約86－92%，若以中華民國有效治理領土面積36,193平方公里、大安森林公園面積0.259293平方公里而言，43,756座大安森林公園約佔34.07%－36.45%的台灣綠覆蓋面積，19,000座則約佔14.80%－15.83%。數據引用自行政院農業委員會網站：臺灣全島綠覆蓋率調查成果簡介、中華民國文化部台灣大百科全書：大安森林公園、維基百科：中華民國。
3. ↑  以中華民國有效治理土地面積36,193平方公里來說，160平方公里約佔千分之四點四零。
4. ↑  由於未提到太陽能板與風力發電機組費用，這裡的經濟指的是土地面積的效益。此外，資料未估計掩埋核廢料使用的土地面積，因此即便欲以本資料比較各種發電方式的土地面積效益也無法做到。
5. ↑  此處「環保」指排碳量低，太陽能、風力、水力、潮汐等均具備此優點。
6. ↑  「核電廠除役前核安與環保更重要」此句作為支持興建與營運核四的理由有邏輯上的矛盾，因為若是廢核便沒有核安的問題。刪除邏輯矛盾的部分後本句成為「環保更重要」。
7. ↑  特別值得留意的是，經濟部是台灣電力公司的主管機關。
8. ↑  中華民國歷次的公民投票中，此案為第一次之公投事項直接要求廢止某項法律條文。其通過後，該條文自動在三天後廢除，是複決權的展現。

## 相關著作

### 專書
- 彭明輝. . 台北市: 天下文化. 2013. ISBN 9789862418048.
- 劉黎兒. . 台北市: 先覺出版社. 2011. ISBN 9789861341811.
- 陳立誠. . 台北市: 獨立作家. 2014. ISBN 9789574318599.

### 論文
- 潘惠伶, 台灣反核四運動歷程之政治分析 （页面存档备份，存于），國立臺灣大學政治學研究所碩士論文, 2007
- 陳景峻, 臺灣舉辦和平公投之政治分析 （页面存档备份，存于），國立臺灣大學政治學系政府與公共事務碩士在職專班論文，立法院, 2005年
- 陳建志, 政治轉型中的社會運動策略與自主性：以貢寮反核四運動為例 （页面存档备份，存于），東吳大學政治學研究所碩士論文, 2005
- 呂宗芬, 台灣的反核四運動與政治轉型--政治機會結構的觀點 （页面存档备份，存于），國立臺灣大學社會學研究所碩士論文, 2003

## 外部連結
- 核能議題問答集經濟部針對核四公投出版品2013/04/23